# Trinidad och Tobagos damlandslag i volleyboll
Trinidad och Tobagos damlandslag i volleyboll representerar Trinidad och Tobago i volleyboll på damsidan. Laget deltog i VM 2018. De har också deltagit i nordamerikanska mästerskapet, centralamerikanska och karibiska spelen, panamerikanska cupen och karibiska mästerskapet vid åtskilliga tillfällen. De brukar hamna bland de sist placerade lagen i respektive turnering, förutom i karibiska mästerskapet, som de har vunnit flera gånger.

### Fotnoter
1. ↑  Todor Krastev. ”Women Volleyball III Caribbean Championship 1993 Trinidad Tobago - Winner Barbados” (på engelska). http://www.todor66.com/volleyball/Norceca/Women_Caribbean_1993.html. Läst 10 mars 2024.
2. ↑  Todor Krastev. ”Women Volleyball V Caribbean Championship 1995 Barbados - Winner Bahamas” (på engelska). http://www.todor66.com/volleyball/Norceca/Women_Caribbean_1995.html. Läst 10 mars 2024.
3. ↑  Todor Krastev. ”Women Volleyball VI Caribbean (CAZOVA) Championship 1996 US Virgin Islands - Winner Trinidad Tobago” (på engelska). http://www.todor66.com/volleyball/Norceca/Women_Caribbean_1996.html. Läst 10 mars 2024.
4. ↑  Todor Krastev. ”Women Volleyball VII Caribbean Championship 1998 Martinique - Winner Barbados” (på engelska). http://www.todor66.com/volleyball/Norceca/Women_Caribbean_1998.html. Läst 10 mars 2024.
5. ↑  Todor Krastev. ”Women Volleyball VIII Caribbean Championship 2000 Barbados 15-23.07 - Winner Barbados” (på engelska). http://www.todor66.com/volleyball/Norceca/Women_Caribbean_2000.html. Läst 10 mars 2024.
6. ↑  Todor Krastev. ”Women Volleyball IX Caribbean Championship 2002 Trinidad Tobago - Winner Barbados” (på engelska). http://www.todor66.com/volleyball/Norceca/Women_Caribbean_2002.html. Läst 10 mars 2024.
7. ↑  Todor Krastev. ”Women Volleyball X Caribbean Championship 2004 Barbados - Winner Barbados” (på engelska). http://www.todor66.com/volleyball/Norceca/Women_Caribbean_2004.html. Läst 10 mars 2024.
8. ↑  ”2005 NORCECA Women’s Continental Championship” (på engelska). North, Central America and Caribbean Volleyball Confederation. https://www.norceca.net/Tournament,%20NORCECA-CONT.CHAMP-TTO2005.htm. Läst 11 mars 2023.
9. ↑  ”CAZOVA Championship 2006 » classification :” (på engelska). Volleybox. https://women.volleybox.net/women-cazova-championship-2006-o30735. Läst 20 oktober 2023.
10. ↑  ”VI Women´s Volleyball Pan-American Cup” (på engelska). North, Central America and Caribbean Volleyball Confederation. https://norceca.net/VI%20Women%C2%B4s%20Volleyball%20Pan-American%20Cup.htm. Läst 19 mars 2023.
11. ↑  ”2007 NORCECA Women’s Continental Championship” (på engelska). North, Central America and Caribbean Volleyball Confederation. https://www.norceca.net/2007_Calendar_%20NORCECA%20Women%E2%80%99s%20Continental%20Championship.htm. Läst 11 mars 2023.
12. ↑  Todor Krastev. ”Women Volleyball XII Caribbean (CAZOVA) Championship 2008 14-20. 07 Bridgetown (BAR) - Winner Trinidad Tobago” (på engelska). http://www.todor66.com/volleyball/Norceca/Women_Caribbean_2008.html. Läst 10 mars 2024.
13. ↑  ”2008 Calendar VII Panam Cup” (på engelska). North, Central America and Caribbean Volleyball Confederation. https://www.norceca.net/2008_Calendar_%20VII%20Women%20Panam_Cup.htm.
14. ↑  ”VIII Pan-American Women’s Volleyball Cup 2009” (på engelska). North, Central America and Caribbean Volleyball Confederation. https://www.norceca.net/2009_Calendar_%20VIII%20Pan-American%20Women%E2%80%99s%20Volleyball%20Cup%202009.htm. Läst 16 mars 2023.
15. ↑  ”2009_Calendar_XXI NORCECA Women Volleyball Championship” (på engelska). North, Central America and Caribbean Volleyball Confederation. https://www.norceca.net/Norceca_21_09/2009_Calendar_XXI%20NORCECA%20Women%20Volleyball%20Championship.htm. Läst 11 mars 2023.
16. ↑  ”Calendar 2010 - IX Womens Volleyball Cup” (på engelska). North, Central America and Caribbean Volleyball Confederation. https://www.norceca.net/2010%20Events/IX%20Copa%20Panamericana%20Femenina/Calendar_2010_2010_%20IX%20Womens%20Volleyball%20Cup_ok.htm. Läst 15 mars 2023.
17. ↑  ”CAZOVA Championship 2010 » classification :” (på engelska). Volleybox. https://women.volleybox.net/women-cazova-championship-2010-o30733. Läst 20 oktober 2023.
18. ↑  ”2011 Calendar X Pan American Women's Cup” (på engelska). North, Central America and Caribbean Volleyball Confederation. https://www.norceca.net/2011%20Events/X%20Pan%20American%20Women%E2%80%99s%20Volleyball%20Cup/2011%20Calendar%20X%20Pan%20American%20Women%C2%B4s%20Cup.htm. Läst 15 mars 2023.
19. ↑  ”Bethania De la Cruz was selected the MVP” (på engelska). North, Central America and Caribbean Volleyball Confederation. https://www.norceca.net/Sept%2017%202011_Bethania%20De%20la%20Cruz%20was%20selected%20the%20MVP.htm. Läst 11 mars 2023.
20. ↑  Todor Krastev. ”Women Volleyball XIV Caribbean (CAZOVA) Championship 2012 St. Croix (USV) 24-29.07 - Winner Trinidad Tobago” (på engelska). http://www.todor66.com/volleyball/Norceca/Women_Caribbean_2012.html. Läst 10 mars 2024.
21. ↑  ”Calendar 2012 XI Women's Pan American Cup” (på engelska). North, Central America and Caribbean Volleyball Confederation. https://www.norceca.net/2012%20Events/2012%20XI%20Women's%20Pan%20American%20Cup/Calendar%202012%20XI%20Women's%20Pan%20American%20Cup.htm. Läst 15 mars 2023.
22. ↑  ”Calendar 2013 XXI Women's Pan American Cup” (på engelska). North, Central America and Caribbean Volleyball Confederation. https://www.norceca.net/2013%20Events/XII%20Women%20Pan-Cup%202013/Calendar%202013%20XXI%20Women's%20Pan%20American%20Cup_peru.htm. Läst 15 mars 2023.
23. ↑  ”Mexico Sweeps Trinidad & Tobago to Finish Fifth” (på engelska). North, Central America and Caribbean Volleyball Confederation. https://www.norceca.net/Mexico%20Sweeps%20Trinidad%20&%20Tobago%20to%20Finish%20Fifth.htm. Läst 11 mars 2023.
24. ↑  Todor Krastev. ”Women Volleyball XV Caribbean (CAZOVA) Championship 2014 Port of Spain (TRI) - Winner Trinidad Tobago” (på engelska). http://www.todor66.com/volleyball/Norceca/Women_Caribbean_2014.html. Läst 10 mars 2024.
25. ↑  ”Calendar 2014 Women's Pan American Cup” (på engelska). North, Central America and Caribbean Volleyball Confederation. https://www.norceca.net/2014%20Events/Women%20Panacup%202014/Calendar%202014%20Women's%20Pan%20American%20Cup.htm. Läst 14 mars 2023.
26. ↑  ”Trinidad and Tobago finish seventh place” (på engelska). North, Central America and Caribbean Volleyball Confederation. https://www.norceca.net/Trinidad%20and%20Tobago%20finish%20fifth%20place.htm. Läst 11 mars 2023.
27. ↑  ”Calendar 2016 Women's Pan American Cup” (på engelska). North, Central America and Caribbean Volleyball Confederation. https://www.norceca.net/2016%20Events/Women%20PanAm%20Cup%20DOM%202016/Calendar%20P2-P3/Calendar%202016%20Women's%20Pan%20American%20Cup.htm.
28. ↑  ”Jamaicans in need of support for next round” (på engelska). North, Central America and Caribbean Volleyball Confederation. https://norceca.net/Jamaicans%20in%20need%20of%20support%20for%20next%20round.htm. Läst 9 mars 2024.
29. ↑  ”CalendarXVI Women Panamerican Cup 2017” (på engelska). North, Central America and Caribbean Volleyball Confederation. https://www.norceca.net/2017%20Events/XVI%20Womens_PanAm%20Cup_%20PERU/P-2-3/CalendarXVI%20Women%20Panamerican%20Cup%202017.htm. Läst 14 mars 2023.
30. ↑  ”FIVB World Grand Prix 2017” (på engelska). Fédération Internationale de Volleyball. http://worldgrandprix.2017.fivb.com/en. Läst 7 mars 2023.
31. ↑  ”XVII Senior Caribbean Volleyball Championships 2018.htm” (på engelska). North, Central America and Caribbean Volleyball Confederation. https://norceca.net/2018%20Events/Zones/CAZOVA/WOMEN%20SENIOR%20CHAP/XVII%20Senior%20Caribbean%20Volleyball%20Championships%202018.htm. Läst 9 mars 2024.
32. ↑  ”XVII Women’s Pan American Cup 2018, Santo Domingo” (på engelska). North, Central America and Caribbean Volleyball Confederation. https://www.norceca.net/2018%20Events/XVII%20Women%20PanCup-2018/Calendar-P-2-3/Bulletins/Summary%20of%20Stats-WPANC18.pdf. Läst 14 mars 2023.
33. ↑  ”Final standing” (på engelska). Fédération Internationale de Volleyball. http://japan2018.fivb.com/en/results-and-ranking/final-standing. Läst 18 oktober 2022.
34. ↑  ”XVIII Women’s Pan American Cup 2019, Chiclayo & Trujillo, Peru” (på engelska). North, Central America and Caribbean Volleyball Confederation. https://www.norceca.net/2019%20Events/XVIII%20Women%20Pan-American%20Cup/Bulletins/Summary%20of%20Stats-WPANC19.pdf. Läst 14 mars 2023.
35. ↑  ”Summary of Stats WNOCONTC19.pdf” (på engelska). North, Central America and Caribbean Volleyball Confederation. https://www.norceca.net/2019%20Events/NORCECA%20Senior%20Women%20Cont/BULLETINS/Summary%20of%20Stats%20WNOCONTC19.pdf. Läst 11 mars 2023.
36. ↑  ”2023 CAZOVA Senior Tournaments” (på engelska). North, Central America and Caribbean Volleyball Confederation. https://norceca.net/2023%20Events/Zonals/CAZOVA/2023%20CAZOVA%20Senior%20Tournaments.htm. Läst 9 mars 2024.
37. ↑  ”JCA-San Salvador 2023” (på engelska). North, Central America and Caribbean Volleyball Confederation. https://norceca.net/2023%20Events/Central%20American%20Games%202023/Women/JCA-Women-San%20Salvador%202023.htm. Läst 25 juli 2023.